# Everdrup Sogn

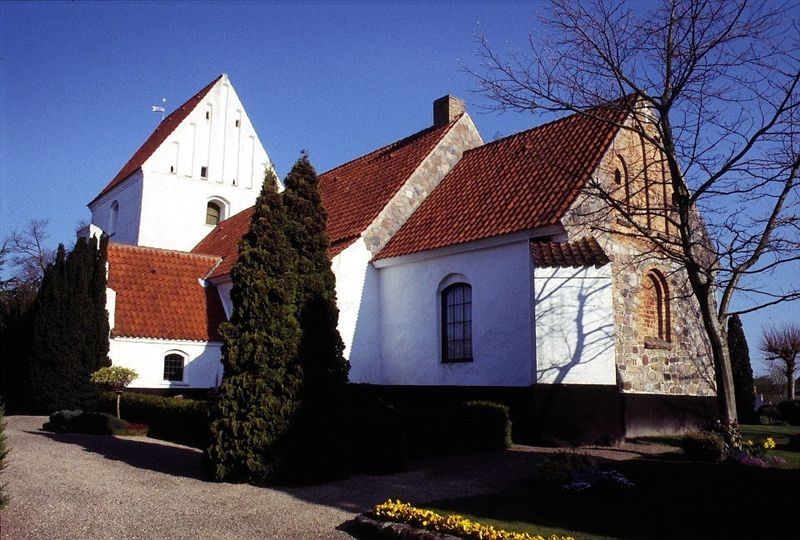
Everdrup Kirke

Everdrup Sogn ist eine Kirchspielsgemeinde (dän.: Sogn) auf der Insel Sjælland im südlichen Dänemark.
Bis 1970 gehörte sie zur Harde Bårse Herred im damaligen Præstø Amt, danach zur Fladså Kommune im Storstrøms Amt, die im Zuge der  Kommunalreform zum 1. Januar 2007 in der Næstved Kommune in der Region Sjælland aufgegangen ist.
Im Kirchspiel leben 1010 Einwohner, davon 253 im Kirchdorf (Stand: 1. Januar 2023).
Im Kirchspiel liegen die Kirchen „Everdrup Kirke“ und „Sankt Peders Kapel“ (dt.: Sankt Peters Kapelle).
Nachbargemeinden sind im Süden Snesere Sogn, im Südwesten Mogenstrup Sogn, im Westen Næstelsø Sogn und im Norden Toksværd Sogn, ferner in der östlich benachbarten Faxe Kommune Kongsted Sogn.